# Stenodrillia
Stenodrillia is een geslacht van weekdieren uit de klasse van de Gastropoda (slakken).

## Soort
- Stenodrillia horrenda (Watson, 1886)